# Villa Media Agua
Villa Media Agua är en kommunhuvudort i Argentina.   Den ligger i provinsen San Juan, i den centrala delen av landet, 1 000 km väster om huvudstaden Buenos Aires. Villa Media Agua ligger 553 meter över havet och antalet invånare är 6 784.
Terrängen runt Villa Media Agua är platt. Runt Villa Media Agua är det mycket glesbefolkat, med 7 invånare per kvadratkilometer.. Det finns inga andra samhällen i närheten.
Omgivningarna runt Villa Media Agua är i huvudsak ett öppet busklandskap.